# Crocidura negligens
Crocidura negligens és una espècie de mamífer de la família de les musaranyes (Soricidae) que viu a la Malàisia peninsular i Tailàndia (al sud de l'istme de Kra). També viu a algunes illes properes (Koh Samui, Pulau Tioman i Pulau Mapor).